# Dixit
Dixit je francouzská společenská karetní hra určená pro široké publikum. Hra má rozvíjet fantazii a je jazykově nezávislá – karty neobsahují žádný text, pouze obrázky. Díky tomu lze hru hrát již s dětmi od 8 let. Hra trvá asi 30 minut a je vhodná pro 3 až 6 hráčů.

## Historie
Hru vytvořil Jean-Louis Roubira, dětský psychiatr, který na návrhu hry začal pracovat v roce 2002. Inspiraci k obrázkům na kartách autor našel mj. v tvorbě surrealistických malířů či filmech Tima Burtona. Kolem roku 2005 hru přinesl na své pracoviště ve vzdělávacím centru, aby s její pomocí zdokonalil komunikační schopnosti dětí. O hru se následně začala zajímat další podobná zařízení. Široké veřejnosti byla hra představena v roce 2008, kdy ji vydala firma Libellud. V první fázi bylo vyrobeno pět tisíc kusů, z toho čtyři tisíce mířily do volného prodeje a 1 tisíc do organizací. V roce 2010 byla hra oceněna cenou Spiel des Jahres. Stala se také českou „Hrou roku 2010“.
Název hry „dixit“ pochází z latiny a v překladu znamená „řekl“.

## Způsob hry

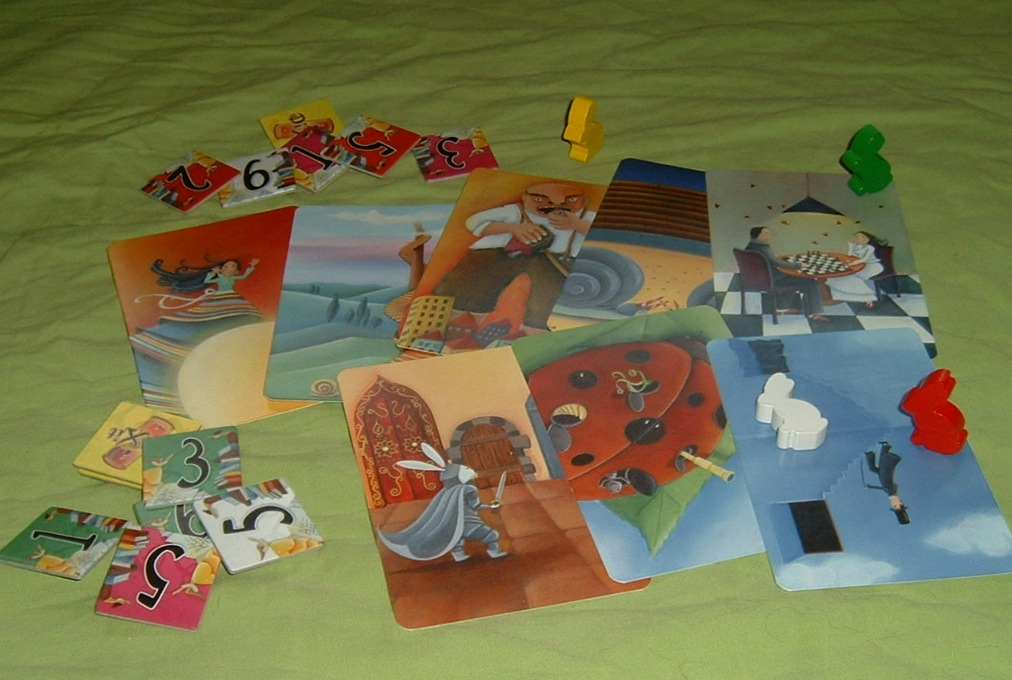
Hráčské karty, hlasovací žetony a hráčské figurky

Podstata hry spočívá ve „vyprávění příběhů“. Každý hráč obdrží šest karet s obrázky v surrealistickém stylu. První hráč v roli vypravěče si vybere jednu z karet a popíše ji jedním slovem, případně větou, ale může ji i znázornit pantomimou, zazpívat písničku nebo popsat jakýmkoli jiným způsobem, a položí ji lícem dolů před sebe, aby ji ostatní hráči neviděli. Ti vyberou ze svých šesti karet tu, která nejlépe odpovídá popisu vypravěče. Ten je společně se svojí kartou zamíchá a lícem nahoru položí na stůl. Ostatní hráči s pomocí očíslovaných hlasovacích žetonů hlasují, která karta je vypravěčova.

### Bodování
Pokud vypravěčovu kartu neuhodne nikdo nebo naopak všichni, nezíská vypravěč nic a ostatní získávají po 2 bodech. V jiném případě získá vypravěč a každý, kdo jeho kartu uhodl, po 3 bodech. Hráč, pro jehož kartu někdo hlasoval, získá 1 bod.

### Konec hry
Po každém tahu hráči obdrží novou kartu. Hra končí v okamžiku vyčerpání všech 84 karet v balíčku.

## Rozšíření
Rozšíření Dixit 2: Quest z roku 2010 obsahuje 84 nových karet, které hráči mohou přimíchat k předchozím, nebo s nimi hrát samostatně (je však potřeba příslušenství ze základní hry).
Dixit Odyssey z roku 2011 opět přinesla 84 karet. Nejvyšší možný počet hráčů se zdvojnásobil na dvanáct. Krom základních pravidel shodných s předchozími verzemi nově nabídla příručka hru v týmech (dvojice) a varianty zacházení s kartami. V příslušenství se objevily dřevěné žetony k vyznačování bodového postupu a skládací hrací pole. Toto rozšíření lze hrát i bez vlastnictví původní hry Dixit (1). K variantě Odyssey se dodává krabice, která pojme všechny v té době vydané karty Dixit (základní hra a dvě rozšíření).
| Číslo | Název               | Rok vydání | Umělec karet                     | Přidané karty |
| ----- | ------------------- | ---------- | -------------------------------- | ------------- |
| 1     | Dixit (původní hra) | 2008       | Marie Cardouat                   | 84            |
| 2     | Quest               | 2010       | Marie Cardouat                   | 84            |
| 3     | Journey             | 2012       | Xavier Collette                  | 84            |
| 4     | Origins             | 2013       | Clément Lefèvre                  | 84            |
| 5     | Daydreams           | 2014       | Franck Dion                      | 84            |
| 6     | Memories            | 2015       | Carine Hinder a Jérôme Pélissier | 84            |
| 7     | Revelations         | 2016       | Marina Coudray                   | 84            |
| 8     | Harmonies           | 2017       | Paul Echegoyen                   | 84            |
| 9     | Anniversary         | 2018       | (kolektiv umělců)                | 84            |
| 10    | Mirrors             | 2020       | Sébastien Telleschi              | 84            |